# Extravasazione leucocitaria
La extravasazione leucocitaria o diapedesi leucocitaria (pronuncia: diapedèsi o diapèdesi ) è il processo di extravasazione attraverso cui i leucociti migrano, attraversando le pareti dei vasi sanguigni, in risposta a segnali chimici infiammatori. Questo fenomeno è necessario per permettere ai globuli bianchi, normalmente presenti nel torrente circolatorio, di svolgere le loro funzioni nei tessuti.
Di norma avviene solo nelle venule post-capillari dei tessuti in cui sta avvenendo l'infezione nelle quali il flusso ematico è rallentato e quindi la possibilità dei leucociti di rallentare ulteriormente è molto amplificata. L'unica eccezione in cui non è venulare è costituita dai capillari polmonari.

## Molecole di adesione
L'extravasazione necessita dell'azione di numerose molecole di adesione che sono prodotte da cellule presenti nel tessuto sede dell'infezione e rilasciate poi nel tessuto stesso o in circolo, presenti sulla superficie luminale del vaso e sui leucociti (in particolare linfociti). Le principali sono le chemochine, le selectine e le integrine.

### Chemochine

Attivazione delle integrine dopo l'intervento delle chemochine

Le chemochine sono piccole proteine costituenti una grande famiglia di citochine in grado di richiamare i leucociti nei tessuti infiammati e di stimolare le cellule dendritiche (cellule in grado di catturare l'antigene da presentare ai linfociti) e i linfociti a recarsi nei linfonodi per dare il via alla risposta immunitaria specifica. Sono prodotte dalle cellule presenti nel tessuto dopo l'incontro con il microbo o su stimolazione di altri fattori (come TNF e IL-1). 
Il principale ruolo delle chemochine, da cui deriva anche il nome, è di permettere la chemotassi dei leucociti attraverso un gradiente di concentrazione. L'aumento di concentrazione sempre maggiore, infatti, li attrae fino all'infezione. Le cellule endoteliali delle venule post-capillari del tessuto esprimono sulla superficie luminale le chemochine che verranno poi riconosciute dai recettori sui leucociti. Una volta legata la proteina i recettori attivano una serie di segnalazioni cellulari che portano all'attivazione delle integrine, l'altra importante famiglia di molecole d'adesione.

### Selectine
Le selectine sono un particolare tipo di molecole presenti sulla superficie extracellulare delle cellule e capaci di legare carboidrati. Le cellule endoteliali ne esprimono due tipi: la P-selectina (scoperta inizialmente nelle Piastrine) e la E-selectina (da Endotelio). La prima è già presente in granuli ed è prontamente secreta, mentre la seconda necessita di essere prima sintetizzata e quindi viene espressa nell'arco di 1-2 ore. I leucociti, per poterle legare, esprimono sulla superficie particolari carboidrati sialilati collegati alle famiglie Lewix X e Lewis A: ad esempio il tetrasaccaride sialil-Lewis X oppure PSGL-1 (P-Selectin Glycoprotein Ligand 1). Queste due selectine sono responsabili dei legami a bassa affinità (e quindi poco stabili) fra endotelio e leucociti.
Esiste un terzo tipo di selectina, la L-selectina, espressa solo dai leucociti (da cui prende il nome) che ha il compito di indirizzarli nei linfonodi.

### Integrine
Le integrine sono glicoproteine di membrana presenti sui leucociti che presentano nella porzione extracellulare delle teste globulari e nel compartimento citoplasmatico delle code capaci di interagire con il citoscheletro. Nella conformazione a bassa affinità le teste globulari sono ripiegate verso la superficie cellulare. Al momento del legame chemochina-recettore presente sull'endotelio viene innescata una serie di segnali intracellulari detti di inside-out signaling (segnalazione dentro-fuori) in ragione del fatto che porta ad una modificazione del citoscheletro (inside) che si riflette poi sulla conformazione esterna delle integrine (out). Avviene, infatti, il passaggio nella conformazione ad altà affinità nella quale le teste globulari si estendono in avanti per essere più disponibili al legame con il ligando. In questa modalità le integrine sono responsabili del legame stabile endotelio-leucocita. Le integrine più rilevanti sono LFA-1 (Leukocyte Function-Associated Antigen -1), VLA-4 (Very Late Antigen 4) e Mac-1. 

### Immunoglobuline
Si tratta dei ligandi per le integrine, comprende molecole di adesione endoteliali, le principali sono:  ICAM 1(Intercellular Adhesion Molecule), ICAM2 o VCAM (Vascular Adhesion Molecule).entrambe interagiscono con le integrine presenti sui leucociti. La loro espressione aumenta durante l'infiammazione.

## Fasi dell'estravasazione

La figura mostra il percorso che il leucocita affettua per transmigrare in tutte le sue fasi

L'estravazione si compone fondamentalmente di 4 fasi: rolling (rotolamento), aumento dell'affinità delle integrine, adesione salda all'endotelio e il vero e proprio passaggio fisico attraverso il vaso.
Nei focolai infiammatori i leucociti entrano in contatto con le selectine presenti sull'endotelio dando il via ad una serie di legami poco stabili uno di seguito all'altro che permette il fenomeno del rolling leucocitario nel quale le cellule rotolano sulla superficie luminale del vaso. Il rolling continua fino a quando il leucocita non viene a contatto con una chemochina presente sull'endotelio che, legando con il suo recettore, attiva la cascata di segnali che porta ad un aumento dell'affinità delle integrine. 
Ora il successivo legame con un'integrina permetterà al leucocita un'adesione stabile rallentando e praticamente fermando la sua avanzata lungo il vaso. Il legame delle integrine con i recettori ICAM o VCAM porta all'attivazione di una serie di proteine chinasi che andranno ad alterare temporaneamente le giunzioni tra le cellule endoteliali permettendo al leucocita di passare attraverso il vaso.

## Patologie
Difetti genetici nei geni che codificano per queste proteine e recettori possono portare a patologie in cui viene meno la presenza dei leucociti (e quindi della risposta immunitaria soprattutto adattativa) nei tessuti.
Varianti patogenetiche nel gene ITGB2, che codifica per l'integrina β2 (anche nota come CD18), causano la cosiddetta deficienza di adesione leucocitaria-1 (LAD-1; OMIM: 116920). Varianti del gene SLC35C1, che causano un'incapacità di sintetizzare i carboidrati (in particolare l'enzima fucosiltransferasi) che legano le selectine portano, invece, alla deficienza di adesione leucocitaria-2 (LAD-2; OMIM: 266265).